# Hiromasa Yamamoto
Hiromasa Yamamoto (山本 浩正 Yamamoto Hiromasa?, nacido el 5 de junio de 1979 en Okazaki, Aichi) es un exfutbolista japonés. Jugaba de guardameta y su último club fue el SC Sagamihara de Japón.

## Trayectoria

### Clubes
| Club          | País  | Año         |
| ------------- | ----- | ----------- |
| Júbilo Iwata  | Japón | 1998 - 2006 |
| Vissel Kobe   | Japón | 2004        |
| Cerezo Osaka  | Japón | 2007 - 2008 |
| Ehime FC      | Japón | 2009 - 2010 |
| SC Sagamihara | Japón | 2011        |

## Palmarés

### Títulos nacionales
| Título             | Club         | País  | Año  |
| ------------------ | ------------ | ----- | ---- |
| Copa J. League     | Júbilo Iwata | Japón | 1998 |
| J1 League          | Júbilo Iwata | Japón | 1999 |
| J1 League          | Júbilo Iwata | Japón | 2002 |
| Copa del Emperador | Júbilo Iwata | Japón | 2003 |